# Der König auf Camelot

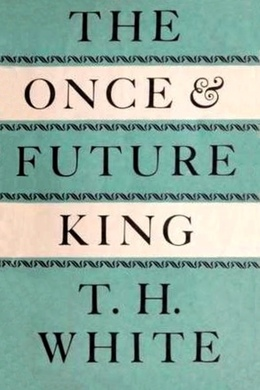
Cover der Erstausgabe von 1958

Der König auf Camelot (The Once and Future King) ist ein zunächst vierteiliger Roman des englischen Schriftstellers T. H. White aus dem Jahr 1958, dem nach dem Tod des Autors noch ein zuvor unveröffentlichter fünfter Teil folgte. Er schildert die Geschichte des legendären König Arthur von seiner Kindheit über seine Tage als König eines mittelalterlichen Englands bis kurz vor seinem Tod in der Schlacht. T.H. White ist in seiner Erzählung durch Thomas Malorys Le Morte Darthur inspiriert, aber er ergänzt die Erzählung durch parodistische Elemente und eine psychologisch umfassende Darstellung seiner Charaktere. Der König auf Camelot gilt als ein Klassiker der Fantasy-Literatur.

## Inhalt
Der König auf Camelot ist in vier Bände unterteilt, wobei der erste Band (Das Schwert im Stein) die Jugend Arthurs bis zu seiner Krönung schildert und der zweite Band (Die Königin von Luft und Dunkelheit) vor allem seinen Weg zur Etablierung seiner Macht und die Gründung der Tafelrunde. Der dritte Band (Der missratene Ritter) konzentriert sich auf das Schicksal von Sir Lanzelot und zugleich beschreibt er die Erlebnisse der Ritter der Tafelrunde auf der Suche nach dem Heiligen Gral. Der vierte Band (Die Kerze im Wind) kreist um den Niedergang von Arthurs Macht und den Zerfall der Tafelrunde. Die Veröffentlichung des fünften Bandes (Das Buch Merlin) wurde von den Verlegern zunächst abgelehnt, da bedingt durch den Zweiten Weltkrieg Papier knapp war, und der Stil, der sich von den ersten Bänden stark unterscheidet, als problematisch angesehen wurde. Zur ersten Veröffentlichung kam es erst 1977, auf Deutsch 1980.

### Das Schwert im Stein

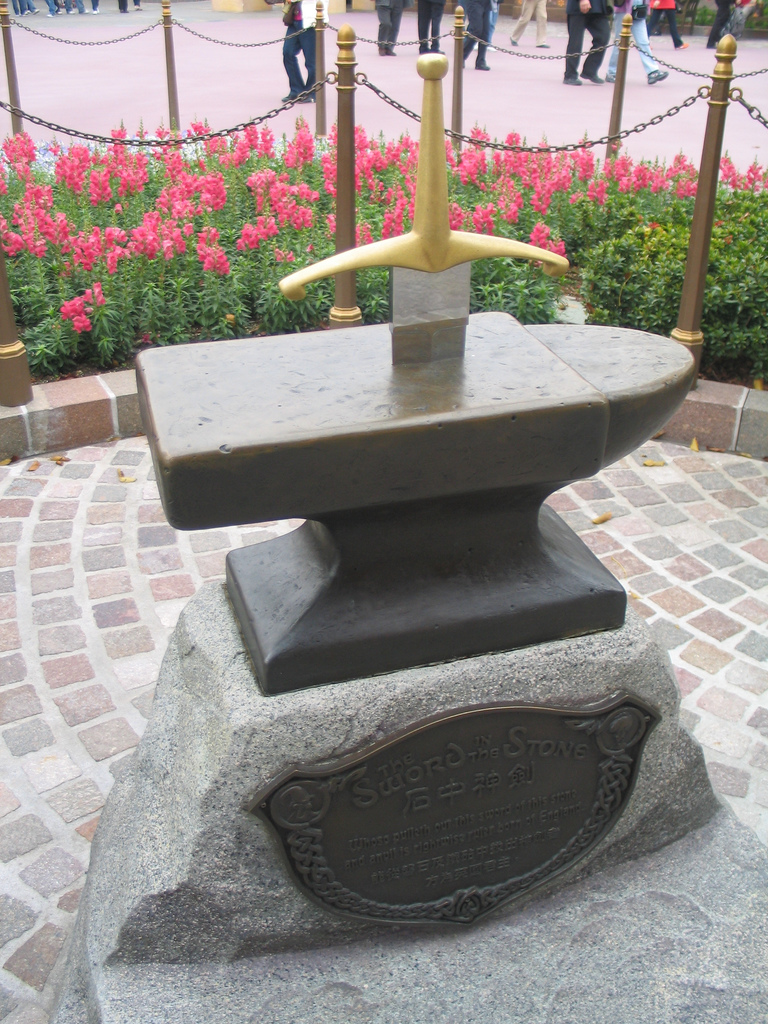
Das Schwert im Stein, Disneyland Hongkong

Das Buch beginnt mit einer Einführung des jungen Arthur, dessen Spitzname Die Warze (The Wart) lautet. Wart wächst als angebliche Waise und Pflegekind von Sir Ector im „Schloss des wilden Waldes“ (The Castle of the Forest Sauvage) auf, gemeinsam mit Sir Ectors Sohn Kay. Als Pflegekind muss Wart immer gegenüber Kay zurückstecken, dessen Zukunft als Ritter im Königreich England klar vorgezeichnet ist, während Wart als Pflegekind unbekannter Herkunft voraussichtlich als Kays Knappe arbeiten darf. Diese Situation ändert sich, als Wart auf der Falkenjagd eines Tages den Druiden Merlin trifft, einen bizarren alten Zauberer, der eine tote Maus unter seinem Scheitelkäppchen und die komplette Encyclopædia Britannica auf seinem Bücherregal hat. Merlin lebt entgegen dem Zeitstrom, d. h. von der Zukunft in die Vergangenheit, so dass er Warts Zukunft schon kennt.
Merlin erhält die Erlaubnis, sich um Warts Erziehung zu kümmern und zieht in Sir Ectors Schloss ein. Merlins Erziehung für Wart besteht vor allem darin, dass er den Jungen in verschiedene Tiere verwandelt: in einen Barsch, eine Ameise, einen Zwergfalken, eine Wildgans und einen Dachs. Während jeder dieser Verwandlungen lernt Wart Einiges über Macht, Herrschafts- und Gesellschaftsformen und die Tatsache, dass die meisten Tiere keinen Krieg kennen.
Neben dem Unterricht bei Merlin erlebt Wart eine relativ unbeschwerte Kindheit mit vielen Abenteuern in der waldigen Umgebung rund um das Schloss. So lernt er unter anderem Robin Hood kennen, der bei White unter dem Namen Robin Wood mit seinen Mannen als Gesetzloser im wilden Wald lebt. Außerdem macht Wart Bekanntschaft mit König Pellinore, der sein Leben einer absurden Jagd nach einem schrecklichen Ungeheuer, dem Biest Glatisant, gewidmet hat.
Warts Schicksal nimmt eine entscheidende Wende, als er Sir Ector und Kay zu einem Ritterturnier nach London begleitet: Dort befindet sich auf einem Platz vor einer Kirche ein Schwert in einem Stein, dessen Aufschrift sagt, dass nur derjenige rechtmäßiger nächster König von England wird, der in der Lage ist, das Schwert aus dem Stein zu ziehen. Dies ist bisher jedoch keinem Ritter gelungen. Als Kay während des Turniers sein Schwert vermisst und Wart es holen soll, geht er zufällig am Schwert im Stein vorbei und zieht das Schwert aus dem Stein, um es Kay als Ersatz für sein vermisstes Schwert zu bringen. Als Warts Familie und Merlin bemerken, dass Wart das Schwert im Stein gebracht hat, wird Warts Herkunft und seine Zukunft offenbar: Wart ist Arthur, Sohn des verstorbenen Königs Uther Pendragon und soll als gemäß Geburtsrecht rechtmäßiger König von ganz Gramarye (Whites mythologische Version von Britannien) herrschen.

### Die Königin von Luft und Dunkelheit
Der zweite Band setzt ein auf der Inselgruppe der Orkneys, wo Königin Morgause mit ihren Kindern Gawaine, Agravaine, Gaheris und Gareth lebt und auf Nachricht von ihrem Mann, König Lot wartet, der sich im Krieg mit König Arthur befindet. Arthur muss nach seiner Thronbesteigung zunächst seinen Anspruch auf den Thron verteidigen, denn vor allem Könige im Norden Britanniens (die Gälen) erkennen seine Oberhoheit nicht an und sind gegen ihn in die Schlacht gezogen, während andere Könige Britanniens (vor allem die Anglonormannen, von White auch Gallier genannt) Arthur unterstützen.
Die Handlung wechselt zwischen den Orkneys, wo König Pellinore und seine Freunde eintreffen, und dem Zelt König Arthurs, der sich auf die entscheidende Schlacht gegen die Gälen vorbereitet. Arthur hegt die Hoffnung, dass nach Beendigung des Krieges gegen die Gälen er sein Land befrieden kann und zu einem grundsätzlich anderen Regierungsstil übergehen kann: Gerechtigkeit vor Gewalt. In der Diskussion mit Merlin und seinen Freunden erwähnt Arthur zum ersten Mal seine Idee einer Tafelrunde, deren Mitglieder alle gleichberechtigt sind und die für Recht und Gerechtigkeit kämpfen sollen.
Auf den Orkneys ahnen König Pellinore und seine Freunde, Sir Grummore und Sir Palomides, nichts davon, dass sich König Lot und Königin Morgause im Krieg mit König Arthur befinden. White schildert eine Reihe von absurden „Abenteuern“, die sie erleben. König Pellinore ist liebeskrank, denn er hat sich auf seiner Jagd nach dem Biest nach Flandern verirrt und dort in die Prinzessin Piggy verliebt. Als er eine magische Barke besteigt, wird er jedoch mit seinen Freunden von ihr fort und auf die Orkneys gebracht. Um ihn von seinem Liebeskummer abzulenken, verkleiden sich seine Freunde als das Biest, was wiederum dazu führt, dass sich das Biest in ihre verkleidete Gestalt verliebt. Die Serie von humoristisch erzählten Missgeschicken der Ritter endet mit der Ankunft von Piggy, die König Pellinore aufgespürt hat. Merlin schließlich taucht kurz auf und rät ihnen, die Verliebtheit des Biests durch Psychoanalyse zu heilen. Dies gelingt jedoch nicht, sondern das Biest verliebt sich in Sir Palomides, der nun die Aufgabe übernimmt, statt König Pellinore das Biest zu jagen.
Das Buch endet mit dem Sieg Arthurs über die Gälen und einer Hochzeit in London. König Arthur richtet eine große Hochzeitsfeier für König Pellinore, der einer seiner ersten ritterlichen Freunde aus seiner Jugendzeit ist, und für Piggy aus. Zu dieser Hochzeit reisen auch Königin Morgause und ihre Kinder an. Das Buch endet mit einem ersten Misston: Morgause gelingt es mit Zauberei, Arthur zu verführen, der nicht weiß, dass Morgause seine Halbschwester ist, denn sie sind beide Kinder von Igraine von Cornwall, die in erster Ehe mit Morgauses Vater und in zweiter Ehe mit Uther Pendragon, Arthurs Vater, verheiratet war. Aus der Verbindung zwischen Morgause und Arthur geht ein Kind, Mordred, hervor, der sich später als Ursache für den Untergang der Tafelrunde herausstellt.

### Der missratene Ritter
Der dritte Band von Der König auf Camelot schildert die Ereignisse vor allem aus der Perspektive des jungen, missgestalteten Ritters Lanzelot, der sich, obwohl er der beste Ritter der Tafelrunde (und im Laufe der Handlung zum besten Ritter der Welt) wird, selbst als missratener Ritter (chevalier mal fet) sieht und unter diesem Namen auch einige Zeit agiert.
Lanzelot, Sohn eines französischen Adelshauses, verbringt seine Jugend damit, sich zum „besten Ritter der Welt“ ausbilden zu lassen, damit er der Tafelrunde an Arthurs Schloss Camelot beitreten kann. Dieser Ritterorden dient zunächst dem Zwecke, das „Recht des starken Arms“ durch eine Gerechtigkeit zu ersetzen, die nicht dem Mächtigen dient, sondern demjenigen, der tatsächlich im Recht ist. Als er schließlich in Begleitung seines Onkels Dam nach England reist, hat er seine erste erfolgreiche echte Tjoste ausgerechnet gegen König Arthur, der sich erst nach dem Kampfe zu erkennen gibt und ihn in seine Tafelrunde einlädt. Am Hof lernt Lanzelot Ginevra kennen, die Arthur inzwischen geheiratet hat. Ginevra, Tochter von König Leodegrance, ist mit Arthur eine Vernunftehe eingegangen, vermittelt durch Merlin und ihren Vater, der Arthur als Hochzeitsgeschenk einen großen, runden Tisch vermacht, der für die Ritter der Tafelrunde genutzt werden wird.
Als Ginevra und Lanzelot sich ineinander verlieben, versucht Lanzelot dem Konflikt zwischen seiner Liebe zu Ginevra und seiner Treue und Freundschaft zu König Arthur aus dem Weg zu gehen: In Konflikt mit seinem ritterlichen Ehrenkodex gebracht, geht er auf eine längere Queste, auf der er viele Kämpfe für Recht und Gerechtigkeit besteht. Unter anderem befreit er eine Jungfrau, die durch einen Zauber in einem kochend heißen Bade gefangen ist. Diese Jungfrau, Elaine, verliebt sich so sehr in ihn, dass sie zu einem Trick greift, um mit ihm zu schlafen. Lanzelot, empört ob des Betrugs, verlässt daraufhin das Schloss ihres Vaters, König Pelles, ohne zu erfahren, dass Elaine einen Sohn, Galahad, von ihm zur Welt bringt.
Als Arthur nach Frankreich zieht und Lanzelot bittet, am Hof bei Ginevra zu bleiben, beginnen Ginevra und Lanzelot ihre jahrelange Affäre, die von Arthur auch nach seiner Rückkehr scheinbar unbemerkt bleibt. Es kommt zur Krise, als Elaine mit ihrem Kinde am Hof auftaucht in der Hoffnung, Lanzelot für sich zu gewinnen. Lanzelot, hin- und hergerissen zwischen Liebe zu Ginevra, Verpflichtungen zu Elaine und Loyalität zu Arthur, verfällt in den Wahnsinn, verschwindet vom Hofe und verbringt Jahre als „wilder Mann“ auf Wanderschaft, bevor er gefunden, erkannt und von Elaine gesund gepflegt wird. Lanzelot verlässt jedoch Elaine nach einiger Zeit wieder und kehrt an den Hof König Arthurs und zu seiner Liebe Ginevra zurück.
Nach der landesweiten Herstellung der Gerechtigkeit wetteifern die Ritter am Hofe König Arthurs inzwischen darum, wer wohl der Beste unter ihnen sei – sehr zur Betrübnis König Arthurs, der die Ritterrunde als eine Vereinigung von Gleichen sah. Um die Ritter der Tafelrunde von Konflikten und Gewaltausbrüchen abzulenken und ihnen ein neues Ziel zu geben, ruft er die Suche nach dem Heiligen Gral aus, worauf die meisten Ritter für Jahre ausziehen, auch Lanzelot. Die Suche nach dem Heiligen Gral endet schließlich damit, dass Lanzelots inzwischen erwachsener Sohn, Galahad, sowie die Ritter Sir Bors und Sir Percivale den Gral finden, aber nicht wieder zurückkehren und auch den Gral nicht nach England bringen können. Ungefähr die Hälfte der Ritter der Tafelrunde wird jedoch auf der Gralssuche getötet, Lanzelot kehrt als einer der letzten Ritter zurück und berichtet davon, wie er aus der Ferne Galahad, Bors und Percival beobachten konnte, wie sie den Gral finden.
Trotz aller Heimlichtuerei halten sich Gerüchte, dass Ginevra und Lanzelot eine Affäre haben. Lanzelot gelingt es, zweimal die Ehre von Königin Ginevra zu retten, indem er im Turnier für sie kämpft. Zu Elaine will er nicht mehr zurückkehren, worauf Elaine Selbstmord begeht, da sie nun sowohl ihre große Liebe als auch ihren Sohn Galahad verloren hat.
Weil er seine Unschuld an Elaine verloren hat und seinen König mit der Königin betrügt, hat Lanzelot inzwischen die Hoffnung verloren, noch als bester Ritter der Welt zu gelten und ein Wunder zu vollbringen, eines seiner größten Wünsche. Das Buch endet mit einer Episode, die Lanzelot das Gegenteil beweist: Es gelingt ihm, den Ritter Sir Urre aus Ungarn zu heilen. Dieser ist aufgrund eines Fluches mit ewig blutenden Wunden geschlagen und nur vom besten Ritter der Welt geheilt werden kann.

### Die Kerze im Wind
Im vierten Teil wird dem Leser ein Königshof im Zustand der Dekadenz geschildert. König Arthur, Ginevra und seine erste Generation der Ritter der Tafelrunde sind in die Jahre gekommen. Der Kampf um Gerechtigkeit ist längst beendet, der Heilige Gral gefunden und der Hofstaat ergibt sich Moden und dem Zeitvertreib. Das Ende der Tafelrunde setzt ein mit Agravaines und Mordreds Plan, Arthur zu Fall zu bringen, indem sie Lanzelot und Ginevra offiziell des Ehebruchs und Verrats bezichtigen. Gleichzeitig beichtet Arthur Lanzelot und Ginevra seinen Inzest mit seiner Halbschwester Morgause, aus dem sein Sohn Mordred hervorgegangen ist. Weil seine Berater ihn damals gewarnt hatten, dass Mordred einst sein Untergang sein würdr, befahl Arthur damals, alle Kinder in dessen Alter töten zu lassen. Mordred überlebte aber, und Arthur lebt seitdem mit der Schuld am Tod der übrigen getöteten Kinder. Der Leser erfährt, dass Mordred davon weiß und Arthur deswegen hasst.
Obwohl ihre Brüder Gawaine, Gaheris und Gareth versuchen, sie davon abzubringen, führen Agravaine und Mordred ihren Plan aus, Lanzelot und Ginevra anzuklagen. Arthur ist gezwungen, seinen eigenen Prinzipien nach Recht und Gerechtigkeit zu folgen und dem Vorwurf nachzugehen. Als Mordred und Agravaine die beiden in flagranti versuchen zu ertappen, wird Agravaine von Lanzelot getötet, der daraufhin die Flucht ergreift.
Dies setzt nun eine Kette unglücklicher Ereignisse in Gang: Ginevra wird zum Tode durch Verbrennen verurteilt, aber in letzter Sekunde von Lanzelot gerettet, wobei er allerdings im Kampfgetümmel die Orkney-Brüder Gareth und Gaheris tötet. Gawaine und Mordred fordern daraufhin Rache an Lanzelot, woraufhin dieser und Ginevra auf einer Burg Lanzelots Zuflucht suchen, dort aber von den Truppen des Königs belagert werden. Die Belagerung endet nach Vermittlung der Kirche mit dem Freispruch Ginevras und der Verbannung Lanzelots nach Frankreich. Als Arthur gemeinsam mit Gawaine nach Frankreich zieht, um dort gegen Lanzelot und seine Truppen zu kämpfen, lässt er Ginevra unter dem Schutze seines Sohnes Mordred zurück, der als Protektor über England in Abwesenheit von Arthur herrschen soll. Mordred lässt jedoch Arthur und Gawaine für tot erklären, erhebt sich selbst zum König von England und will Königin Ginevra heiraten, die sich dem aber entzieht, indem sie sich in den Tower flüchtet. Es gelingt ihr, noch eine Nachricht an Arthur zu schicken.
Arthur zieht daraufhin von der Belagerung von Lanzelots Burg ab und kehrt zurück nach England, wo er sich einer Schlacht mit Mordred stellen will. Gawaine stirbt jedoch vorher, aber nicht ohne sich mit Lanzelot vorher zu versöhnen, weil er erkannt hat, dass Mordred ein Verräter ist. Das Buch endet mit Arthur am Vorabend der Schlacht, an dem sich Arthur Gedanken darüber macht, was Kriege und Gewalt verursacht und warum er mit seiner Idee einer Tafelrunde gescheitert ist. Es gelingt ihm jedoch, das Ideal einer Ritterschaft der Tafelrunde an die Nachwelt weiterzugeben, indem er seine Geschichte einem Pagen, dem Jungen Thomas of Warwick, den der Leser als Thomas Malory erkennen kann, erzählt und ihn bittet, nicht an der Schlacht teilzunehmen, sondern nach Hause nach Warwickshire zu reiten. Dort soll er Arthurs Idee einer Ritterschaft „wie eine Kerze im Wind“ bewahren und weitererzählen, damit sie der Nachwelt erhalten bleibt.

### Das Buch Merlin
Band fünf beginnt, wo Band vier endete: am Vorabend der Schlacht. Plötzlich erscheint Merlin in Arthurs Zelt. Er teilt ihm mit, dass seine Ausbildung unvollständig geblieben ist, und die fehlenden Lektionen nun nachgeholt werden müssen. Daraufhin führt er Arthur vor die Tiere, die er während der Verwandlungen in seiner Jugend kennengelernt hatte, und führt zwei weitere Verwandlungen durch, um ihm die Bedeutung des bevorstehenden Krieges und von Kriegen allgemein vor Augen zu führen. Der von Alter und Müdigkeit geplagte König verzweifelt zunächst an den Einsichten, wird dann aber durch den intellektuell besonders schlichten Igel motiviert, seine Verantwortung in der kommenden Schlacht zu übernehmen. Er handelt einen Waffenstillstand mit Mordred aus, um so das Blutvergießen zu verhindern. Durch einen dummen Zufall bricht der Kampf trotzdem aus. Im Folgenden wird das weitere Schicksal der Hauptfiguren kurz angesprochen: Ginevra und später auch Lancelot beschließen ihr Leben im Kloster. Die letzten noch lebenden Ritter der Tafelrunde sterben bei einer Pilgerfahrt ins Heilige Land. Das Schicksal Mordreds und Arthurs bleibt unbekannt. Zum Verbleibe Arthurs entstehen zahlreiche Theorien und Legenden. So schildert White verschiedene vermutete Grabstätten und berichtet von Sagen, die über ein Weiterleben des Königs über mehrere Jahrhunderte berichten und der Erzählung, dass er von einer oder mehreren Priesterinnen zur mythischen Insel Affalach gebracht wird.
Die deutsche Ausgabe des Buches Merlin schließt mit den Essays Merlin. Porträt eines Zauberers und Über Terence Hanbury White von Frederik Hetmann.

## Form

### Bezug auf MalorysLe Morte Darthur
Der König auf Camelot ist inspiriert durch Thomas Malorys Le Morte Darthur, im Roman wird auch immer wieder auf Malorys Erzählung verwiesen. Im letzten Band, Die Kerze im Wind, hat Thomas Malory sogar einen Cameo-Auftritt als Page, der Arthurs Idee der Tafelrunde weitertragen soll. Whites Roman ist jedoch mehr als eine bloße Nacherzählung der Artussage nach Malory, sondern er nimmt zu vielen Themen die Position eines unabhängigen Kommentators ein. White übernimmt auch nicht Malorys Einstellungen, z. B. die mittelalterliche, ritterlich geprägte Perspektive auf den Krieg, vielmehr ist Whites Perspektive stark durch Ereignisse des 20. Jahrhunderts, insbesondere durch den Zweiten Weltkrieg geprägt.

### Themen
Als roter Faden zieht sich die Absicht Arthurs durch die Erzählung, die Gewalt in seinem Land einzudämmen. Zunächst gründet er dazu, inspiriert durch Merlins pazifistische Erziehung, seinen Ritterorden (die Tafelrunde) mit dem Ziel, das Recht des Stärkeren (Force majeur) durch eine Herrschaft der Gerechtigkeit zu ersetzen. Als diese weitestgehend durchgesetzt ist, benötigt er eine Beschäftigung für seine Ritter, die ausgebildete Kämpfer sind. Er kommt auf die Lösung, seinem Orden ein spirituelles Ziel zu geben, die Suche nach dem Heiligen Gral. Als dieser am Ende gefunden wird, verkommt die Ritterschaft zu höfischem Gehabe.
Der König auf Camelot befasst sich vor allem im ersten Band mit der Rolle der Bildung, aber auch zunehmend mit der Frage nach Krieg, Gerechtigkeit, Macht und Recht. Als Arthur König wird, ist seine Gründung der Tafelrunde ein Versuch, die bloße Macht der Ritter durch ein ritterliches Ideal der Gerechtigkeit zu ersetzen. Auch Anspielungen an den Nationalismus und Faschismus der 1930er und 1940er Jahre findet man, speziell in der Darstellung von Mordred und seiner Anhängerschaft. Der vierte Band, Die Kerze im Wind, endet mit Grübeleien des alten Königs Arthur über die Ursachen des Krieges und warum seine Idee einer Tafelrunde scheitern musste. Da der König seinen Pagen, Thomas Malory, damit beauftragt, die Idee der idealen Ritterschaft weiterzutragen, endet das Buch trotz des bevorstehenden wahrscheinlichen Tods Arthurs mit einem hoffnungsvollen Ton.

### Stilistische Besonderheiten
Formal fällt der Wechsel des Stils im Laufe der Erzählung auf. Die Schilderung der Jugend Arthurs fällt unbeschwerter und komischer aus als die späteren düsteren und tragischen Ereignisse. Immer wieder treten Anachronismen auf, zum einen durch den Allwissenden Erzähler, aber auch inhaltlich, wenn sich etwa in Merlins Behausung Sammelbilder von Zigarettenschachteln finden, oder Mordred die Errichtung einer Rittertruppe plant, deren schwarze Kleidung und Erkennungszeichen (Swastika) auf die Schutzstaffel der Nationalsozialisten anspielt.
Es kommt immer wieder zu Anspielungen auf spätere literarische Verarbeitungen des Artusmythos, in Band fünf sogar auf die vorliegende Bearbeitung von T. H. White selber.

### Humor und Ironie
White fügt eine Reihe von Elementen in seinen Roman ein, die sich bei Malory nicht finden: Auffällig sind zum einen die vielen humoristischen und ironischen Passagen, in denen Rittertum und Tugend parodiert werden. So ist einer der ersten Ritter, denen Wart begegnet, König Pellinore, der aufgrund seiner Brille und eines unpraktisch gestalteten Visiers kaum sehen kann und später sogar vom Pferd fällt.
Auch Pellinores Suche nach dem Biest ist die Grundlage für viele komische Einlagen, so etwa die Verkleidung von Sir Grummore und Sir Palomides als Biest, wo sie ständig mit ihrer Verkleidung zu kämpfen haben, sich nur langsam bewegen können und schließlich auch noch vom eigentlichen Biest verfolgt werden. Die komischen Episoden machen den Artusstoff auch jüngeren Lesern zugänglich.
Auch der Umstand, dass Merlin rückwärts lebt, also immer jünger wird und die Zukunft der Personen um sich schon kennt, führt zu komischen Situationen. So verwendet Merlin viele Anachronismen, z. B. empfiehlt er König Pellinore und seinen Freunden, das Biest von seiner Verliebtheit durch Psychoanalyse zu heilen.

### Ort und Zeit
Der Roman spielt in einem fiktiven Land namens Gramarye, ein Name, den White dem mittelalterlichen England gibt. Zeitangaben im Roman deuten auf eine Handlung im 11. oder 12. Jahrhundert hin; Arthur wird als Anglonormanne in der Tradition Wilhelm des Eroberers bezeichnet. Whites zeitliche Einordnung seiner Artuserzählung steht damit im Gegensatz zur mittelalterlichen Geschichtsschreibung, die den (vermutlich legendären) König Artus als Person des 7. Jahrhunderts sieht, als keltischen König zur Zeit der Einfälle der Angelsachsen.

### Genre
Der König auf Camelot wird in der Literatur häufig als Fantasy-Roman klassifiziert und als populäre Nacherzählung der Artussage nach Thomas Malory. Die Erzählung der Artussage durch White geht über eine bloße Nacherzählung von Malorys Stoff hinaus, White kommentiert in seinem Roman Themen wie Bildung, Loyalität, Liebe, Krieg sowie die europäische Politik der 1930er und 1940er Jahre.
Speziell der erste Band, Das Schwert im Stein, wird wegen seiner humoristischen Einlagen und seiner Thematik (die Kindheit und Erziehung Arthurs) auch als Kinderliteratur gesehen. White selbst war sich nie sicher, ob The Sword in the Stone ein Buch für Kinder oder Erwachsene war, aber es schien für ihn auch keine Rolle zu spielen. Einige Literaturkritiker wie Alan Lupack oder Heather Worthington beobachten eine Progression von Whites Romanen von einer Kindergeschichte in The Sword in the Stone bis zu Fiktion für Erwachsene in den späteren Bänden.

### Titel
Der Titel von Whites Romans The Once and Future King geht auf Malorys Le Morte Darthur zurück, der die Inschrift auf Arthurs Grab so beschreibt: Hic iacet Arthurus, rex quondam, rexque futurus oder Here lies Arthur, king once, and king to be.

## Stellung in der Literaturgeschichte

### Einordnung ins Werk des Autors
The Once and Future King geht auf Romane von White zurück, die zunächst als Einzelbände (The Sword in the Stone, The Witch in the Wood, The Ill-Made Knight) zwischen 1939 und 1940 erschienen. 1958 erschienen die drei bisherigen Bücher zusammen mit einem vierten Teil, The Candle in the Wind, als The Once and Future King. Für diese Sammelausgabe überarbeitete White seine ersten Bücher und entfernte unter anderem den Zweikampf zwischen Merlin und der Hexe Madame Mim. Diese war in der ersten Veröffentlichung der zweiten Geschichte noch die Mutter von Morgause. Aus dem zweiten Band The Witch in the Wood wurde The Queen of Air and Darkness.
Das als abschließender fünfter Teil geplante, 1941 entstandene Buch Merlin erschien erst 1977 postum. Dieser Teil beschreibt die letzten Lektionen Merlins für Arthur vor Arthurs Tod und wurde wegen seiner pazifistischen Inhalte, kriegsbedingter Papierverknappung und stilistischen Bruches zu den Vorgängerbänden 1942 nicht vom Verlag veröffentlicht. Teile dieses Buches wurden von White 1958 in The Once and Future King integriert. Da die Rechte für die ersten Teile beim Klett-Cotta Verlag, die für den fünften bei Eugen Diederichs liegen, gibt es keine deutsche Gesamtausgabe.
The Once and Future King war Whites erster literarischer und finanzieller Erfolg. Zuvor hatte er bereits Literatur unterschiedlicher Genres veröffentlicht, darunter Lyrik, einen historischen Roman, Farewell Victoria (1933), eine Detektivgeschichte, Darkness at Pemberley (1932), sowie das autobiografische England Have My Bones (1936). White blieb auch nach The Once and Future King nicht auf Fantasy festgelegt, sondern veröffentlichte weiter Romane verschiedener Genres sowie Sachliteratur über das Landleben.

### Stellung in der Literaturgeschichte
Für die englische Leserschaft ist Thomas Malorys Le Morte Darthur, durch die Der König auf Camelot inspiriert ist, die bekannteste mittelalterliche Erzählung von König Arthur und seinen Rittern der Tafelrunde. T.H. Whites Roman wird in der Tradition von Autoren gesehen, die den Artusstoff von Thomas Malory schöpferisch neu interpretieren und nacherzählen. Als weitere Beispiele für eine kreative Neuschöpfung der Artussage werden in der Literaturgeschichte u. a. Alfred Tennysons Idylls of the King (1885) und John Steinbecks The Acts of King Arthur and His Noble Knights (1976) genannt. Von Interesse für die literaturwissenschaftliche Forschung ist auch der Boom der Fantasyliteratur auf der Basis der Artussage wie Marion Zimmer Bradleys Die Nebel von Avalon oder Mary Stewarts Merlin-Tetralogie.

## Rezeption
Die New York Times bezeichnete den Roman als „einen glorreichen Traum des Mittelalters, wie es niemals war, aber wie es hätte sein sollen“, und die britische Sunday Times urteilte über Whites Buch: „glänzend und tragisch, eine unwiderstehliche Mischung aus Fröhlichkeit und Pathos“. Ute Blaich (Deutsches Allgemeines Sonntagsblatt) schrieb: „Aus uralten keltischen Märchen und Sagen wuchsen über Jahrhunderte Traum, Zauber und Faszination des Königs Artus, Ritter der Tafelrunde. T. H. White machte den historischen Vorwurf zum Gegenstand einer ganz und gar unpathetischen Heldengeschichte, einem Stück meisterlicher moderner Fantasy-Literatur.“ Fantasy-Experte Lin Carter bezeichnete The Once and Future King 1973 als besten Fantasy-Roman seiner Zeit.
2014 wurde der 1938 erschienene erste Band The Sword in the Stone mit dem Retro Hugo Award als bester Roman ausgezeichnet.

### Adaption als Hörbuch, Film und Musical
Whites Roman diente u. a. als Vorlage für den Walt-Disney-Film Die Hexe und der Zauberer sowie für das Musical Camelot und den darauf basierenden Film Camelot – Am Hofe König Arthurs. Es gibt von der deutschen Fassung Der König auf Camelot eine Hörbuchversion, gelesen von Jochen Malmsheimer.

### Originalausgabe
- T.H. White: The Once and Future King. Fontana/William Collins Sons, Glasgow 1958. (Sammelausgabe von Band 1–4)

### Originalausgaben der ursprünglichen Einzelbände
- T.H. White: The Sword in the Stone. Collins, London 1938/Putnam’s Sons, New York 1939.
- T.H. White: The Witch in the Wood. Collins, London 1940/Putnam’s Sons, New York 1939.
- T.H. White: The Ill-Made Knight. Collins, London 1941/Putnam’s Sons, New York 1940.

### Originalausgabe der Fortsetzung (Band 5)
- T.H. White: The Book of Merlyn: Fontana, London 1977.

### Deutsche Übersetzungen
- T.H. White: Der König auf Camelot. übersetzt aus dem Englischen von Rudolf Rocholl, Verse von H. C. Artmann übertragen. 2 Bände. Klett-Cotta (Hobbit Presse), Stuttgart 1976 (Ausgabe der Teile 1–4):
  - Band 1: Das Schwert im Stein / Die Königin von Luft und Dunkelheit. ISBN 3-12-908690-0.
  - Band 2: Der mißratene Ritter / Die Kerze im Wind. ISBN 3-12-908730-3.
- T.H. White: Der König auf Camelot. Neuausgabe, übersetzt aus dem Englischen von Rudolf Rocholl, Verse von H. C. Artmann übertragen. Klett-Cotta (Hobbit Presse), Stuttgart 2016, ISBN 978-3-608-94970-4.
- T.H. White: Das Buch Merlin. übersetzt aus dem Englischen von Irmela Brender. Diederichs, Köln 1980, ISBN 3-424-00685-8 (Übersetzung von Teil 5).

### Hörbücher (alle gelesen von Jochen Malmsheimer)
- Das Schwert im Stein. 6 Audio-CDs, 2006, ISBN 3-936186-59-6.
- Die Königin von Luft und Dunkelheit. 3 Audio-CDs, 2006, ISBN 3-938781-30-0.
- Der missratene Ritter. 6 Audio-CDs, 2007, ISBN 978-3-938781-43-2.
- Die Kerze im Wind. 4 Audio-CDs, 2007, ISBN 978-3-938781-57-9.

### Sekundärliteratur
- Louis J. Boyle: T.H. White’s Reinterpretation of Malory’s Le Morte Darthur. Edwin Mellen Press, Lewiston / Queenston / Lampeter 2008, ISBN 978-0-7734-4814-8.
- Elisabeth Brewer: T.H. White’s The Once and Future King. D.S. Brewer, Cambridge 1993, ISBN 0-85991-393-7.
- Gill Davies, David Malcolm, John Simons (Hrsg.): Critical Essays on T.H. White, English Writer, 1906–1964. Edwin Mellen Press, Lewiston / Queenston / Lampeter 2008, ISBN 978-0-7734-4978-7.
- Monika Essl: Die Rezeption des Artusstoffes in der englischen und amerikanischen Literatur des 20. Jahrhunderts bei Thomas Berger, Marion Zimmer Bradley, E.A. Robinson, Mary Stewart und T.H. White. Edwin Mellen Press, Lewiston / Queenston / Lampeter 1995, ISBN 0-7734-1243-3.